# Eipilze
Die Eipilze (Peronosporomycetes, früher Oomycota oder Oomycetes), auch Algenpilze, Cellulosepilze oder Scheinpilze genannt, bilden ein Taxon innerhalb der Stramenopilen und sind somit näher mit Braunalgen, Goldalgen (im weiteren Sinne, das heißt: Goldbraune Algen, Kieselalgen und Gelbgrüne Algen), Netzschleimpilzen und Hyphochytriales (einzige Ordnung der Hyphochytriomycota) verwandt als mit den Echten Pilzen oder den Schleimpilzen. Die Eipilze leben vor allem im Süßwasser, in Wassertieren, im Boden oder in Landpflanzen als Saprophyten oder Parasiten.
Zu den Eipilzen gehören auch die Erreger einiger gefürchteter Pflanzenkrankheiten, etwa der Erreger der Kraut- und Knollenfäule bei Kartoffeln und Tomaten Phytophthora infestans und die Falschen Mehltaue (Peronosporales).

## Aufbau
Ähnlich wie die echten Pilze bestehen die Eipilze aus einem Geflecht von Zellfäden (Hyphen), dem Myzel. Die Zellwände der Eipilze bestehen aus Glukanen, Hydroxyprolin und Cellulose; Chitin tritt nur selten auf. Im Inneren der Hyphen befinden sich neben Zellkernen und Cytoplasma auch große Vakuolen. Die Hyphen sind meistens nicht durch Septen (Trennwände) unterteilt; lediglich Gametangien und Sporangien werden jeweils durch ein Septum von der sie tragenden Hyphe abgeschottet.
Bei vielen Arten entstehen in den Sporangien begeißelte Schwärmerzellen, so genannte Zoosporen. Diese sind heterokont begeißelt, das heißt auf ihrer Oberfläche entspringen direkt nebeneinander eine in Schwimmrichtung gerichtete, mit feinen Härchen befiederte Zuggeißel und eine rückwärts gerichtete, unbefiederte Schleppgeißel. Der Besitz solcher heterokonter Schwärmerzellen identifiziert die Eipilze als Stramenopile.
Während des größten Teils ihres Lebenszyklus sind Eipilze diploid. Haploide Zellkerne treten nur während der geschlechtlichen Fortpflanzung auf.

## Ernährung
Unter den Eipilzen gibt es sowohl Saprophyten, die sich von abgestorbenem pflanzlichem und tierischem Material ernähren, als auch Parasiten, die Pflanzen, Wassertiere oder sogar andere Eipilze befallen. Die Eipilze verdauen das tote oder lebende organische Material, indem sie Enzyme absondern, die es auflösen. Die gelösten Nährstoffe nimmt der Pilz dann über seine Zellmembran auf.

## Fortpflanzung
Eipilze können sich sowohl ungeschlechtlich als auch geschlechtlich vermehren.

### Ungeschlechtliche Fortpflanzung
Die verbreitetste und wahrscheinlich urtümlichste Art der ungeschlechtlichen Fortpflanzung bei Eipilzen ist die Vermehrung durch Zoosporen. Dabei wird eine Hyphenspitze durch ein Septum vom Rest der Hyphe abgetrennt; sie wird zum Sporangium. Durch Mitosen füllt sich das Sporangium mit einer mehr oder weniger großen Anzahl von Kernen. Jeder Kern wird mit einem Anteil des Plasmas und einer Zellmembran umgeben; die so entstandenen einkernigen Zellen bilden die typischen zwei Geißeln aus und verlassen das Sporangium.
Nach einiger Zeit nehmen die birnen- oder nierenförmigen Schwärmerzellen eine kugelige Gestalt an und ziehen die Geißeln ein. Die entstehende kugelförmige Zelle wird Cyste genannt. Je nach vorliegender Art kann aus der Cyste eine Hyphe auskeimen, mit der der Pilz eine neue Nahrungsquelle in Besitz nehmen kann, oder eine weitere begeißelte Schwärmerzelle. Diese zweite Generation von Zoospore bildet nach einiger Zeit wiederum eine Cyste. Manche Arten keimen nun mit einer Hyphe; andere können das Wechselspiel von Schwärmer und Cyste so lange wiederholen, bis ein geeignetes Substrat gefunden ist oder die Zelle verhungert.
Eipilzarten, die als Parasiten von Landpflanzen leben, haben dieses Fortpflanzungsprinzip häufig abgewandelt. Bei ihnen löst sich das Sporangium als ganzes von der Hyphe und wird durch den Wind verbreitet (es funktioniert als Konidie). Bedingung für das Überleben des Sporangiums ist dabei meist eine hohe Luftfeuchtigkeit. Nach einiger Zeit setzt das Sporangium Zoosporen frei, oder es keimt mit einer Hyphe. Bei manchen Arten existiert nur letztere Möglichkeit.

### Geschlechtliche Fortpflanzung
Das weibliche Gametangium wird Oogonium genannt. Es ist meistens ein ungefähr kugelförmiges Bläschen und sitzt auf der Spitze einer Hyphe, von der es durch ein Septum abgeschottet wird. In seinem Inneren erfolgt die Meiose; es bilden sich eine oder mehrere haploide, kugelförmige Eizellen, die Oosphären (griechisch für „Eikugeln“).
Das männliche Gametangium wird Antheridium genannt. Es kann verschiedene Formen haben und ist meist kleiner als das Oogonium. Es wird von der Spitze einer Hyphe, die sich auf das Oogonium zustreckt, durch ein Septum abgeschottet. Dann wird im Antheridium die Meiose vollzogen. Die Befruchtung geschieht, indem sich haploide Kerne aus dem Antheridium durch Plasmaschläuche in die Oosphären begeben und mit deren haploiden Kernen verschmelzen. Diese Art der sexuellen Vermehrung wird Cytogamie genannt und ist eine Form der Gametangiogamie (Gameten werden nicht freigesetzt, sondern die Gametangien verschmelzen).
Eipilz-Arten, bei denen Oogonium und Antheridium von verschiedenen Myzelien kommen müssen, um die Befruchtung zu vollziehen, nennt man heterothallisch. Bei den meisten Arten können Oogonien von Antheridien aus demselben Myzel befruchtet werden; diese Arten werden homothallisch genannt.
Nach der Befruchtung bilden die nun diploiden Oosphären eine stabile Wand aus und heißen nun Oosporen. Nach einer Ruhephase keimen sie zu einem neuen Myzel aus. Bei manchen Arten bilden sie stattdessen manchmal auch nur ein Sporangium, wie bei der ungeschlechtlichen Vermehrung.

## Eipilze und der Mensch
Parasitische Eipilze können großen Schaden anrichten, wenn sie mit unabsichtlicher Hilfe des Menschen in neue Lebensräume vordringen.

### Die Krebspest
Die Krebspest Aphanomyces astaci lebte ursprünglich auf Süßwasserkrebsen in Amerika. Diese haben Abwehrmechanismen gegen den Pilz entwickelt, so dass er für sie relativ harmlos ist. Als aber amerikanische Krebse in europäische Gewässer eingesetzt wurden, sprang die Krebspest auf den Europäischen Flusskrebs (Astacus astacus) über und rottete ihn fast aus.

### Die Große Hungersnot in Irland 1845–1846
Die Kraut- und Knollenfäule der Kartoffel Phytophthora infestans ist vermutlich die berüchtigtste aller Pflanzenkrankheiten. Ursprünglich lebte sie wohl auf wilden Nachtschattengewächsen in Mexiko. In den 1840er-Jahren sprang sie auf kultivierte Kartoffeln über und fraß sich in der Folge quer durch die Kartoffeläcker der Welt, da die Kartoffeln kaum Abwehrkräfte gegen die neue Krankheit hatten. 1845 erschien sie zunächst im Westen des europäischen Kontinents, wo sie von Jean Pierre François Camille Montagne als Botrytis infestans beschrieben wurde. Im Herbst 1845 erreichte sie Irland und verursachte die Große Hungersnot 1845.
Phytophthora infestans benötigt zur effektiven Vermehrung (Sporangienkeimung mit mehreren Zoosporen statt einer einzelnen Hyphe) Feuchtigkeit und nicht zu hohe Temperaturen. Diese Bedingungen wurden in Irland in den Jahren 1845 und 1846 sehr gut erfüllt. Die Fäule infizierte die gesamte Kartoffelernte. Da Phytophthora infestans außerdem Giftstoffe produziert, wurden die Knollen nicht nur unappetitlich, sondern auch gesundheitsschädigend. Da Kartoffeln praktisch die einzige Nahrungsquelle vieler Iren war, verhungerten etwa eine Million Bewohner der Insel. In den folgenden Jahren wanderten 1,5 Millionen Iren aus, hauptsächlich in die USA. Irland hat bis heute noch nicht wieder die Bevölkerungszahlen erreicht, die es vor der Kartoffelfäule hatte.

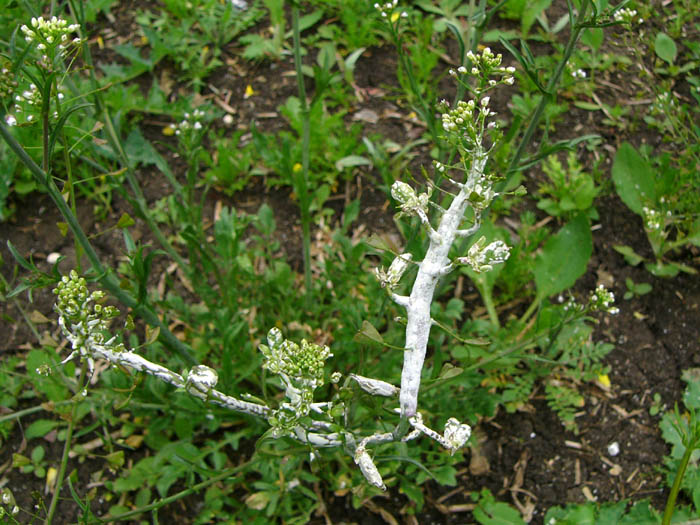
Ein Weißrosterreger: Albugo candida auf Hirtentäschel (Capsella bursa-pastoris)

## Systematik
Als Angehörige der Stramenopilen stammen die Eipilze von autotrophen Organismen (Algen) ab und haben die Plastiden verloren. Sie werden in mehrere Ordnungen unterteilt, zahlreiche basale Eipilze sind bislang kaum untersucht, so dass zu erwarten ist, dass zu den sechs unten angegebenen bekannten Ordnungen weitere hinzukommen werden.
- Die Wasserschimmel (Saprolegniales) leben im Süßwasser, manche Arten auch in feuchten Böden. Die meisten sind Saprophyten; einige sind Parasiten an Pflanzen und Wassertieren. Beispiel für letzteres ist die Krebspest Aphanomyces astaci.
- Die Lagenidiales leben parasitisch von Wassertieren, Algen oder Saprolegniales.
- Die Abwasserpilzartigen (Leptomitales) leben saprophytisch im Wasser. Sie ähneln den Saprolegniales; jedoch besitzen sie im Gegensatz zu diesen häufig Verengungen in ihren Hyphen, die von Chitinpfropfen verschlossen werden und somit wie Septen wirken. Es gibt nur sieben Arten in drei Gattungen.
- Die Rhipidiales leben als Saprophyten in verschmutztem Süßwasser. Sie leben durch Gärung. Sauerstoff können sie nicht veratmen, er ist für sie jedoch auch nicht giftig.
- Die Peronosporales beinhalten überwiegend Erreger von Pflanzenkrankheiten. Größte Gruppe der Peronosporales sind die Falschen Mehltaupilze, eine weitere wichtige Gattung ist Phytophthora. Bei vielen Arten lösen sich die Sporangien von ihren Trägerhyphen ab und werden durch den Wind verbreitet, bevor sie ihre Zoosporen entlassen oder mit einer Hyphe auskeimen. In diese Ordnung gehören wichtige Pflanzenkrankheiten, zum Beispiel die Kraut- und Knollenfäule der Kartoffel Phytophthora infestans und die Falschen Mehltaue aus der Familie der Peronosporaceae.
- Die Weißrosterreger (Albuginales), die unter der Epidermis ihrer Wirtspflanzen sporulieren und dadurch weiße Pusteln an Blättern, Sprossen und in den Blütenständen verursachen können. Wie die falschen Mehltauplize sind auch die Weißrosterreger von lebenden Wirtspflanzen für ihre Ernährung abhängig.

## Belege
1. 1 2  Sina M. Adl, Alastair G. B. Simpson, Christopher E. Lane, Julius Lukeš, David Bass, Samuel S. Bowser, Matthew W. Brown, Fabien Burki, Micah Dunthorn, Vladimir Hampl, Aaron Heiss, Mona Hoppenrath, Enrique Lara, Line le Gall, Denis H. Lynn, Hilary McManus, Edward A. D. Mitchell, Sharon E. Mozley-Stanridge, Laura W. Parfrey, Jan Pawlowski, Sonja Rueckert, Laura Shadwick, Conrad L. Schoch, Alexey Smirnov, Frederick W. Spiegel: The Revised Classification of Eukaryotes. In: The Journal of Eukaryotic Microbiology. Band 59, Nr. 5, 28. September 2012, doi:10.1111/j.1550-7408.2012.00644.x, ISSN 1550-7408, ISSN 1066-5234, S. 429–493 (englisch; PDF-Datei, 828,83 KiB, in der Wiley Online Library von John Wiley & Sons, Inc., aufgerufen und empfangen am 21. März 2017).
2. ↑  Dubey Manish Kumar, Upadhyay R.S.: Isolation and Characterization of Some Indian Hyphochytriomycetes. In: International Research Journal of Biological Sciences. Band 2, Nr. 6, 2013, ISSN 2278-3202, S. 31–34, hier: 31 (englisch; PDF-Datei, 2,51 MiB, Zusammenfassung, erste Seite bei scribd.com (Memento vom 22. März 2017 im Internet Archive), aufgerufen und empfangen am 22. März 2017).